# Barri del Xúquer
El Xúquer és un grup d'habitatges i una zona industrial que conforma un dels barris de Terrassa, situat al districte 3 o del Sud, al marge dret de la riera de les Arenes. Té una superfície de 0,076 km² i una població de 1.158 habitants el 2021.
Està limitat al nord per la carretera de Montcada, al sud per l'avinguda de Santa Eulàlia, a l'est per l'avinguda del Vallès i a l'oest pel carrer del Xúquer.
Depèn de la parròquia de Sant Josep, a Can Palet. La festa major és l'últim diumenge de setembre.

## Història
El barri del Xúquer és un conglomerat de naus industrials i de blocs de pisos que pren aquest nom del carrer entorn del qual estan situats, dedicat al riu Xúquer, en una àrea de la ciutat en què els carrers tenen noms de rius de la península Ibèrica (Duero, Ebre, Guadalquivir, Guadiana, Ter, Túria, etc.)
Els blocs es van construir en dues fases, durant la dècada del 1970, amb un total de 260 habitatges.Abans que foren aixecats, aquella banda de la ciutat es coneixia com la barriada de Can Tàsies (o de Can Tasis), per una casa de pagès de construcció recent.